# Kovács János Mátyás
Kovács János Mátyás (Budapest, 1950. augusztus 12. –) magyar közgazdász, eszmetörténész. A Bécsi Egyetemen a RECET munkatársa, az IWM emeritus professzora, az Eötvös Loránd Tudományegyetem címzetes egyetemi tanára. A Transit (Bécs) és a 2000 (Budapest) című folyóiratok szerkesztője volt 1990 és 2017 között.

## Életpályája
Egyetemi tanulmányait a Marx Károly Közgazdaságtudományi Egyetemen végezte; 1973-ban diplomázott. 1973–1987 között a Magyar Tudományos Akadémia Közgazdaságtudományi Intézet (KTI) munkatársa; később külső munkatársa volt. 1975-ben egyetemi doktori címet szerzett. 1987-től Bécsben, az Institut für die Wissenschaften vom Menschen (IWM) ösztöndíjasa, 1991–2018 között állandó munkatársa volt, míg 2014-ig a Közgazdaságtudományi Intézet külső munkatársa maradt. 2009-2021 között tanított közgazdasági eszmetörténetet az Eötvös Loránd Tudományegyetem Közgazdaságtudományi Tanszékén (Eltecon). A 2000-es években a Central European University (CEU), 2017-ben a New York-i Columbia University vendégoktatója volt. 2019 óta címzetes egyetemi tanár. 2019-ben csatlakozott a Bécsi Egyetem Kelet-európai Történeti Intézetének RECET (Research Center for the History of Transformations) kutatóközpontjához.
Fő kutatási területei a közgazdasági gondolkodás története Kelet-Európában, valamint a kommunizmus és az átmenet közgazdaságtana és gazdaságtörténete.

## Díjai
- A Magyar Érdemrend lovagkeresztje (2005)[5] (2016-ban visszaadta)[6]